# 土谷映未
土谷 映未（つちや えいみ、1989年9月29日 - ）は、日本のフリーアナウンサー。所属事務所はセント・フォース。

## 経歴
東京都出身。玉川学園小・中・高等部、成城大学文芸学部英文学科卒業。
2013年山梨放送に入社。同期入社のアナウンサーは、井出アトム（現：報道部記者）、吉永龍司（現：長崎文化放送所属）、奥山れもん(後に山陰中央テレビに所属）。
2017年3月山梨放送を退社。同年4月よりセント・フォース所属のフリーアナウンサーとして活動。

## 人物
家族は父（実家は神奈川県の海沿い）、母（実家は福岡県太宰府）、姉と兄がいて、末っ子である。趣味は、セント・フォース公式サイトによると「1日中歩くこと、ゴルフ、テニス」で、土谷本人のTwitterによると「テニス、水泳、散歩、昼寝、旅行」である。
特技は神経衰弱。身長は159cm。毎日食べられる気がするくらい好きな食べ物は蕎麦で、一人暮らしをしていた頃は何かと蕎麦に世話になっていた。また甘酒を好み2020年1月、自身のTwitterで「毎日米麹か酒粕のどちらかの甘酒を飲んでいる」と明かしている。
地元、東京都世田谷区のボロ市には年末に小さい頃から家族で来ては骨董品を見たり、玉こんにゃくや代官餅を食べたりと楽しい思い出がたくさんあるという。

## 現在の担当番組
- ケーブルネット296 建築遺産（番組ナビゲーター）[11]

## 過去の担当番組
- YBSワイドニュース（2015年3月30日 - 2017年3月31日、平日キャスター）
- ててて!TV（2013年4月 - 2015年3月、2016年4月 - 2017年3月、リポーター・ニュースコーナー）
- YBSニュース
- 日テレNEWS24（2017年4月 - 2020年9月、水曜午前・木曜午後及び夜・日曜深夜担当）

## 脚註
1. ↑  土谷映未 (@EimiJenebieve) - X（旧Twitter）
2. 1 2 3 4  PROFILE、土谷 映未、セント・フォース公式サイト。
3. ↑  お正月は…♪（2018年1月8日）、キャスター日記、日テレNEW24公式サイト。
4. ↑  土谷映未Twitter（2018年5月20日）。
5. ↑  太宰府の祖父母（2018年6月7日）、土谷映未オフィシャルブログ「エイミーのwith me days」。
6. ↑  一人で（2017年4月6日）、土谷映未オフィシャルブログ「エイミーのwith me days」。
7. ↑  3人兄姉、実感（2018年5月13日）、土谷映未オフィシャルブログ「エイミーのwith me days」。
8. ↑  毎日食べられる（2019年3月25日）、土谷映未オフィシャルブログ「エイミーのwith me days」。
9. ↑  土谷映未Twitter（2020年1月28日）。
10. ↑  年末の雰囲気（2020年12月24日）、土谷映未オフィシャルブログ「エイミーのwith me days」。
11. ↑  ケーブルネット296 建築遺産ケーブルネット296ナビ。2021年5月16日閲覧。